# Coleta de Dados Colles

Området kring Coleta de Dados Colles på Pluto.

Coleta de Dados Colles är fem intill varandra belägna kullar på området Sputnik Planum på dvärgplaneten Pluto. Kullarna namngavs den 28 juli 2015 av ett undersökningsteam som styrde sonden New Horizons.